# Andrea Fraunschiel
Andrea Fraunschiel (n. 8 mai 1955, Eisenstadt, oraș statutar⁠(d), Austria – d. 4 august 2019) a fost un om politic austriac (ÖVP). În perioada 2007 - 2100, Fraunschiel a fost primarul Eisenstadtului.